# Blauwe bisschop
De blauwe bisschop (Passerina caerulea) is een zangvogel uit de familie van de kardinaalachtigen (Cardinalidae). De wetenschappelijke naam van de soort werd in 1758 als Loxia caerulea gepubliceerd door Carl Linnaeus. Linnaeus nam de naam over van Mark Catesby, die in 1730 de vogel onder de naam "Coccothraustes caerulea" afbeeldde in plaat 39 van zijn Natural history of Carolina.

## Verspreiding en leefgebied
Deze soort komt voor van de zuidelijke Verenigde Staten tot Costa Rica.

## Ondersoorten
- Passerina caerulea caerulea – zuidoostelijk en zuidelijk centrale Verenigde Staten
- Passerina caerulea interfusa – de westelijke centrale Verenigde Staten en noordelijk Mexico
- Passerina caerulea salicaria – de zuidwestelijke Verenigde Staten en noordwestelijk Mexico
- Passerina caerulea eurhyncha – centraal en zuidelijk Mexico
- Passerina caerulea chiapensis – van zuidelijk Mexico tot Guatemala
- Passerina caerulea deltarhyncha – westelijk Mexico
- Passerina caerulea lazula – van zuidelijk Guatemala tot noordwestelijk Costa Rica

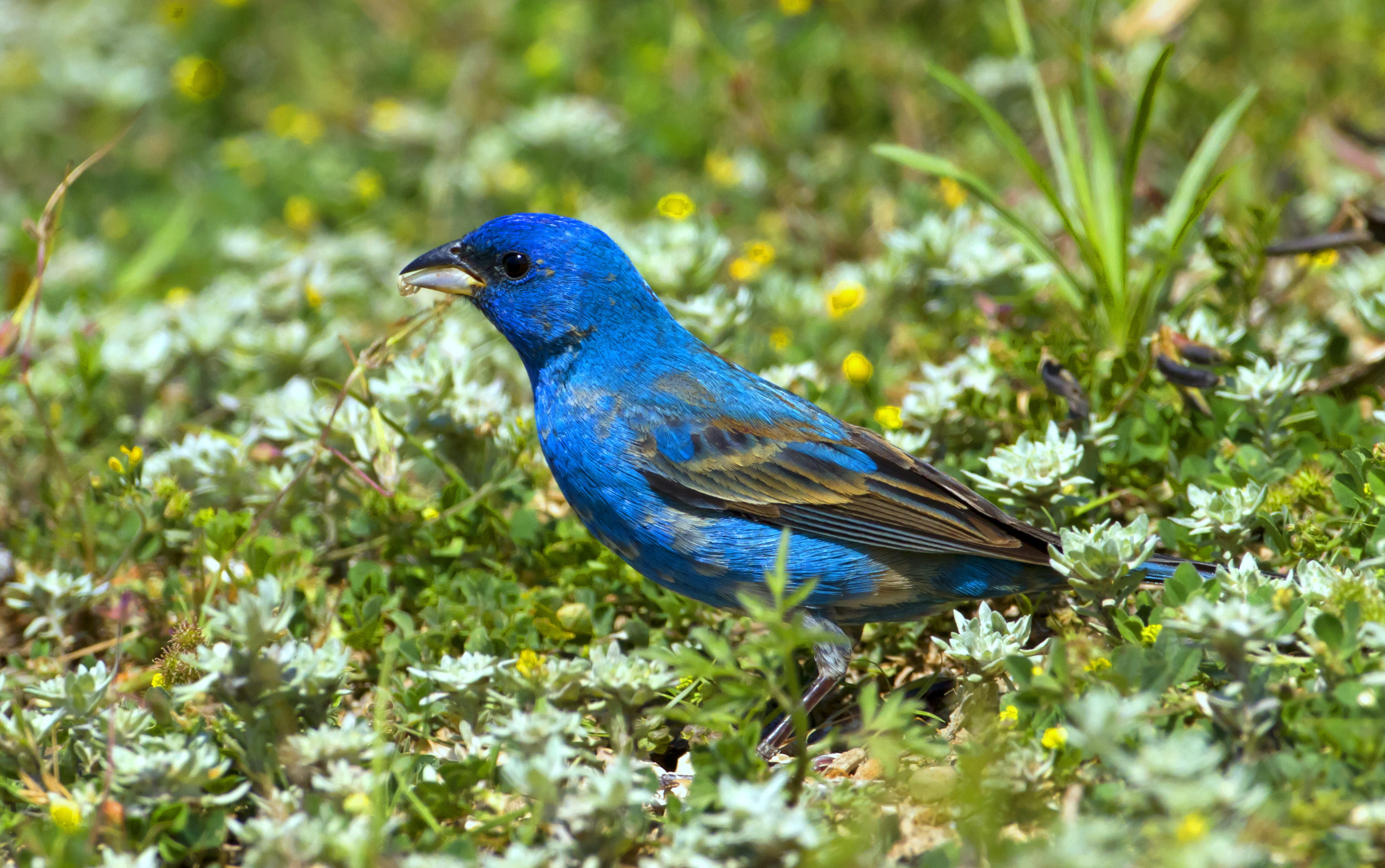
adulte man
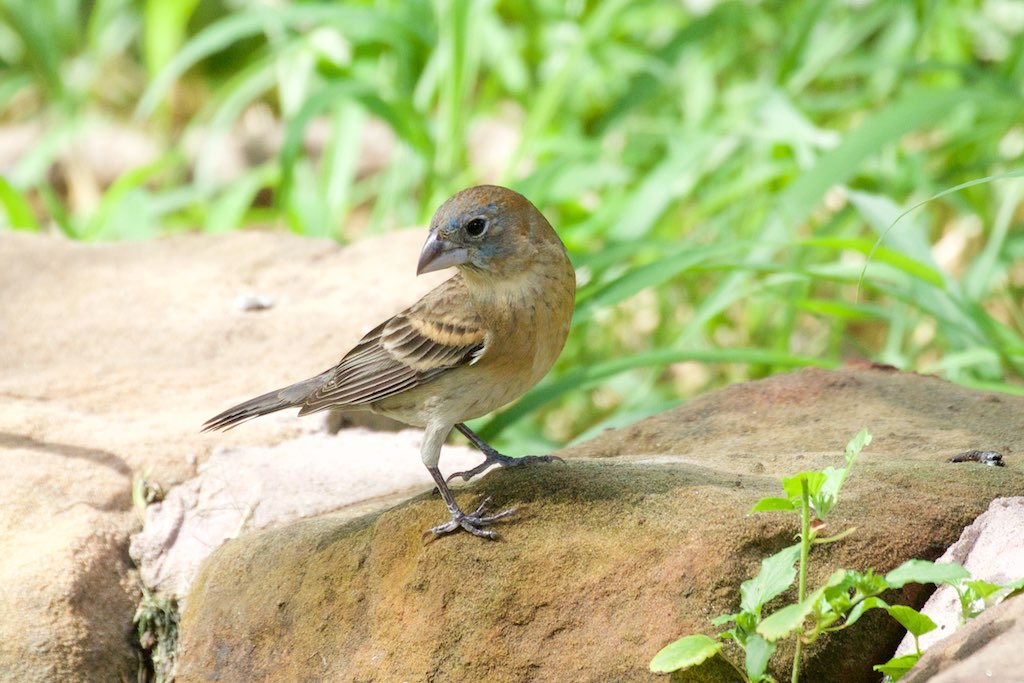
mannetje eerste zomer
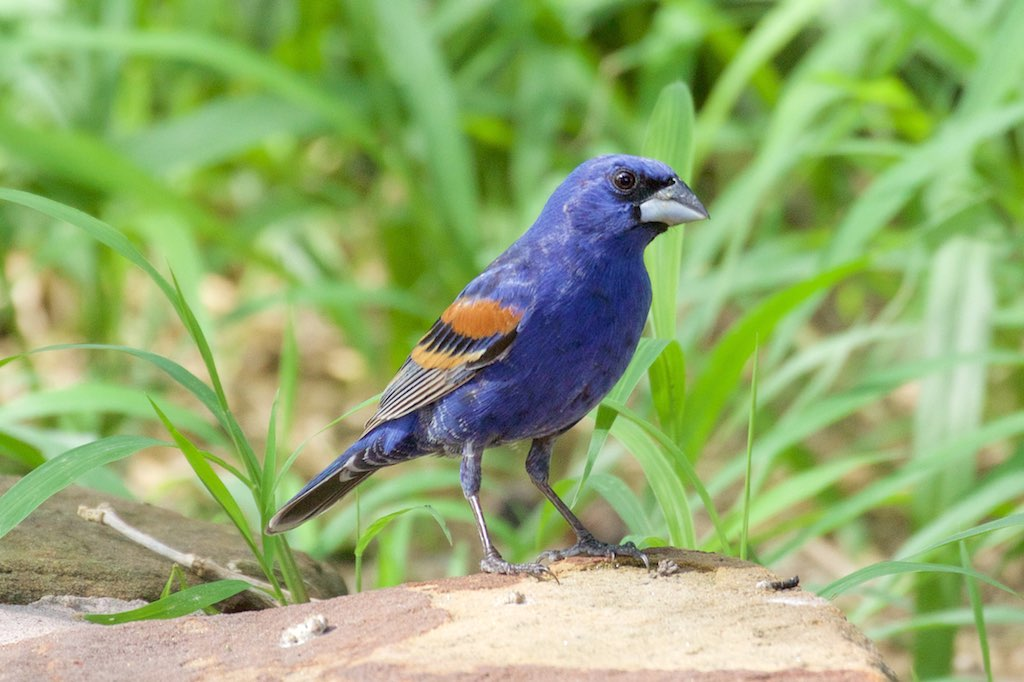
adulte man
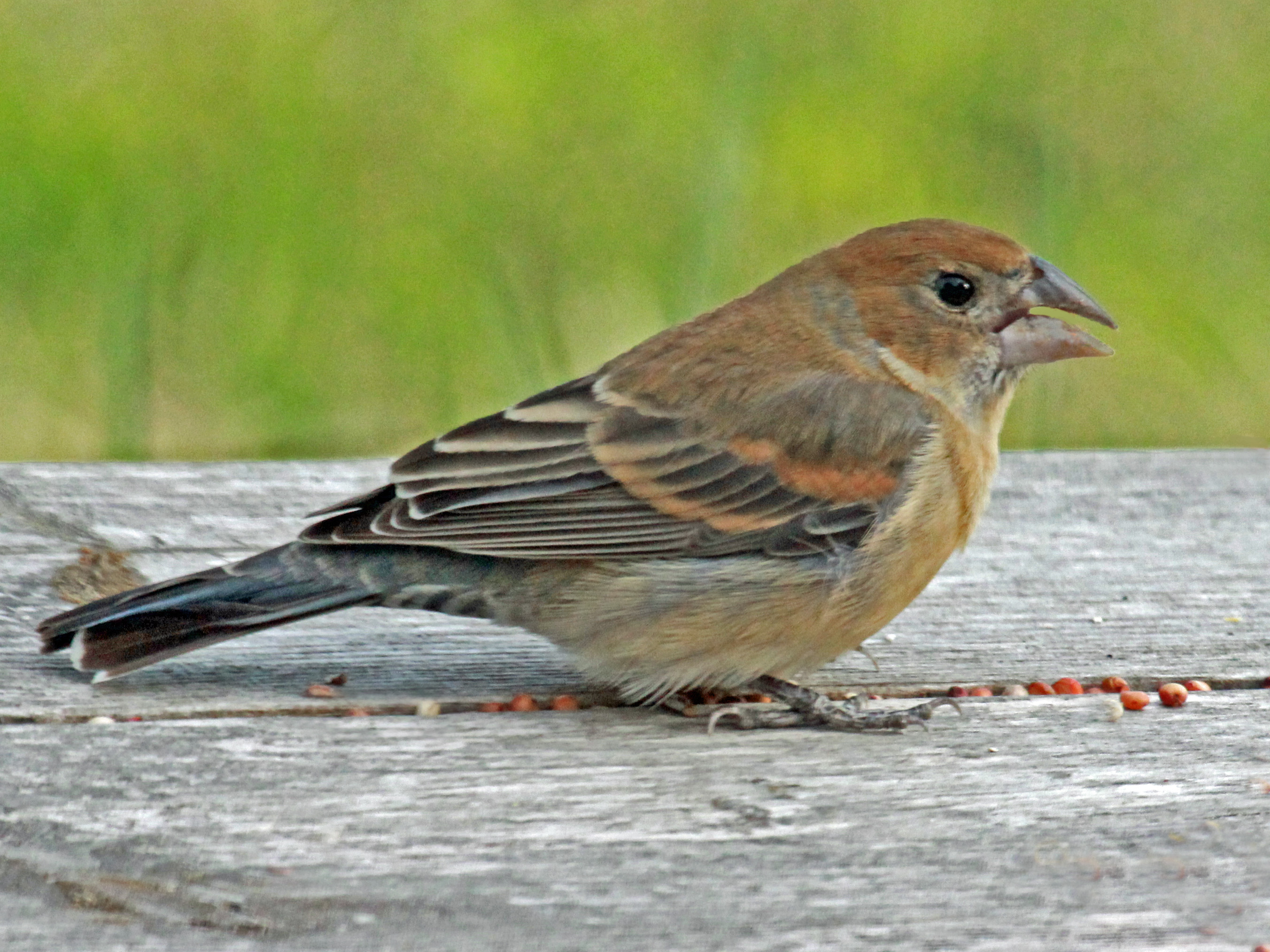
adulte vrouw